# Nestor (Lubieranski)
Nestor, imię świeckie Andriej Iwanowicz Lubieranski (ur. 16 sierpnia 1975 w Szczełkowie) – rosyjski biskup prawosławny.

## Życiorys
Absolwent studiów na wydziale matematycznym Moskiewskiego Państwowego Uniwersytetu Pedagogicznego, na którym w 1997 uzyskał dyplom końcowy i kwalifikacje nauczyciela matematyki i informatyki. W latach 1997–2002 pracował w zawodzie w szkole średniej w Krasnoznamieńsku (obwód moskiewski). Od 2000 pracował jako metodyk w centrum nauczycielsko-metodycznym przy komitecie ds. oświaty w rejonie szczołkowskim. W 2001 został naczelnikiem oddziału informacyjno-analitycznego w tymże komitecie. W roku następnym odszedł z pracy w szkolnictwie w związku ze wstąpieniem do seminarium duchownego. Od 1993 był także związany z cerkwią Narodzenia Matki Bożej w Obrazcowie (rejon szczołkowski), gdzie śpiewał w chórze, a następnie pełnił funkcję jego regenta.
W latach 2002–2007 uczył się w seminarium duchownym przy monasterze św. Mikołaja na Ugrieszy. Jako słuchacz szkoły kierował jej pracownią komputerową, śpiewał w chórze seminaryjnym i był jego regentem. Od 2004 współpracował także z wydziałem wydawniczym monasteru, brał udział w wydaniu jego Synodyku i kroniki XX-wiecznej historii klasztoru. W 2006 został w monasterze posłusznikiem i stanął na czele wydziału wydawniczego, a następnie także redaktorem naczelnym klasztornych wydawnictw periodycznych i wykładowcą klasztornego seminarium, którym był do 2008.
Wieczyste śluby mnisze złożył 17 marca 2007 przed namiestnikiem klasztoru, biskupem lubierieckim Beniaminem, przyjmując imię zakonne Nestor na cześć świętego mnicha Nestora Kronikarza. 5 kwietnia 2007 ten sam hierarcha wyświęcił go na hierodiakona. Od 2009 do 2010 był osobistym sekretarzem biskupa Beniamina, zaś w styczniu 2010 podjął pracę w kolegium redakcyjnym pisma „Penzienskije jeparchialnyje wiedomosti”. W tym samym roku przeszedł do służby duszpasterskiej w eparchii penzeńskiej, gdzie zamieszkał w placówce filialnej monasteru Kazańskiej Ikony Matki Bożej w Norowce, przemianowanej następnie na samodzielny monaster Przemienienia Pańskiego. W 2010 w cerkwi Świętych Piotra i Pawła w Penzie został wyświęcony na hieromnicha.
W 2010 mianowano go pełniącym obowiązki namiestnika monasteru Przemienia Pańskiego, w którym stale przebywał. Od października 2010 występował w programie „Świat Prawosławia” na antenie penzeńskiego „Radia Rosja”, organizował również eparchialne programy telewizyjne i redagował pisma administratury. W 2011 otrzymał godność ihumena i został na stałe przełożonym monasteru Przemienienia Pańskiego. W roku następnym został przełożonym skitu Tichwińskiej Ikony Matki Bożej, placówki filialnej klasztoru Przemienienia Pańskiego. Od sierpnia 2012 do grudnia 2013 przewodniczył sądowi duchownemu eparchii penzeńskiej, zaś w styczniu 2013 został dziekanem podlegających jej monasterów.
19 marca 2014 został nominowany na biskupa kuźnieckiego i nikolskiego. W związku z tym jeszcze w tym samym miesiącu otrzymał godność archimandryty. Jego chirotonia biskupia odbyła się 18 maja 2014 pod przewodnictwem patriarchy moskiewskiego i całej Rusi Cyryla, w monasterze Świętych Marty i Marii w Moskwie.
Postanowieniem Świętego Synodu został 9 lipca 2019 r. ordynariuszem nowo powstałej eparchii togliattińskiej.